# Ristijärvi (sjö i Finland, Lappland, lat 66,37, long 24,90)
Ristijärvi är en sjö i Finland. Den ligger i kommunen Rovaniemi i landskapet Lappland, i den norra delen av landet, 700 km norr om huvudstaden Helsingfors. Ristijärvi ligger 139,2 meter över havet. Arean är 1,6 kvadratkilometer och strandlinjen är 9,95 kilometer lång. Sjön  ingår i Kemi älvs huvudavrinningsområde.   
I övrigt finns följande i Ristijärvi:
- Pienisaari (en ö)
- Kämppäsaari (en ö)